# Mark 36 SRBOC

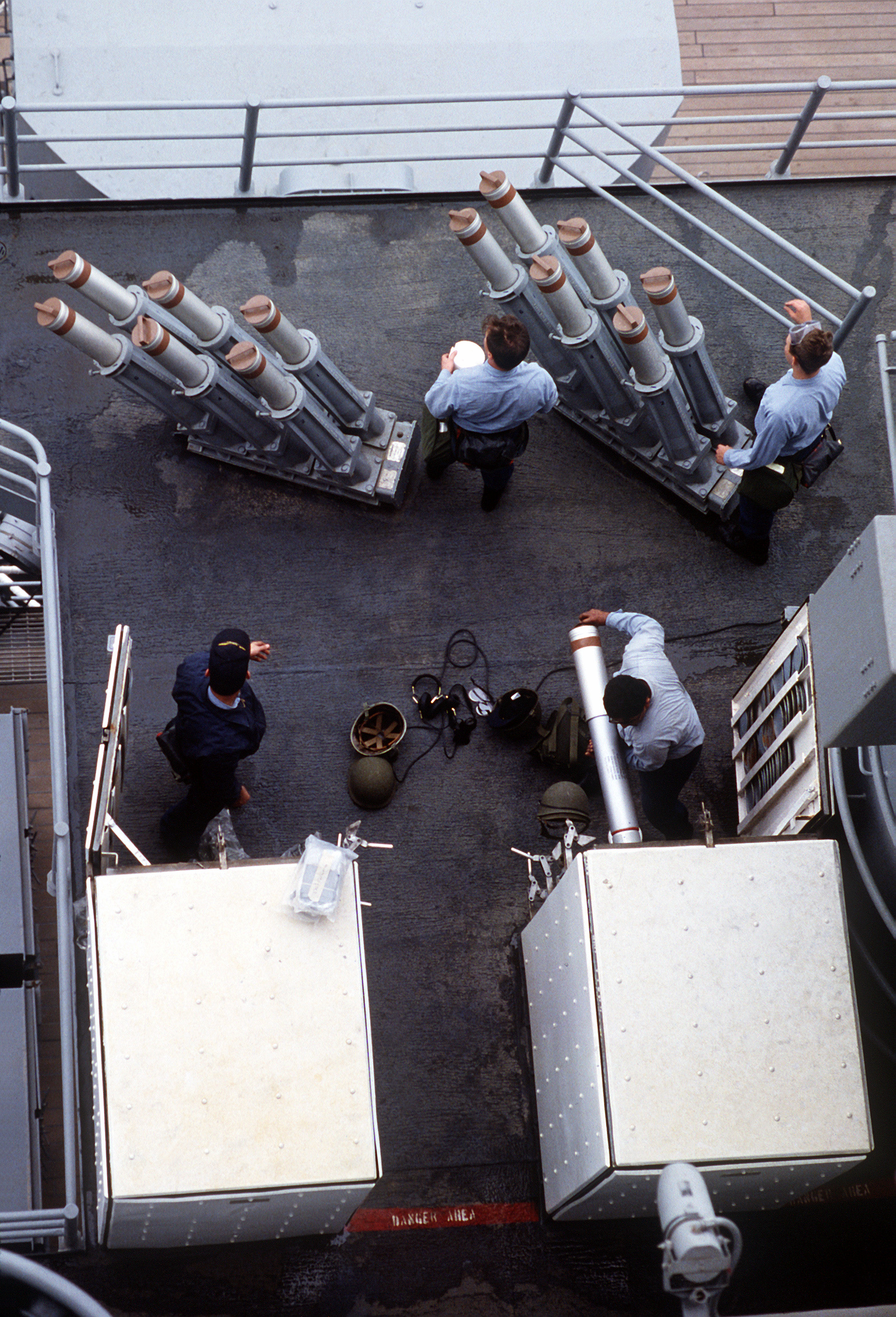
Due lanciatori Mark 36 Mod 7 Super Rapid Bloom Off-board Chaff (SRBOC) della nave da battaglia USS Wisconsin (BB-64) durante la Guerra del Golfo.

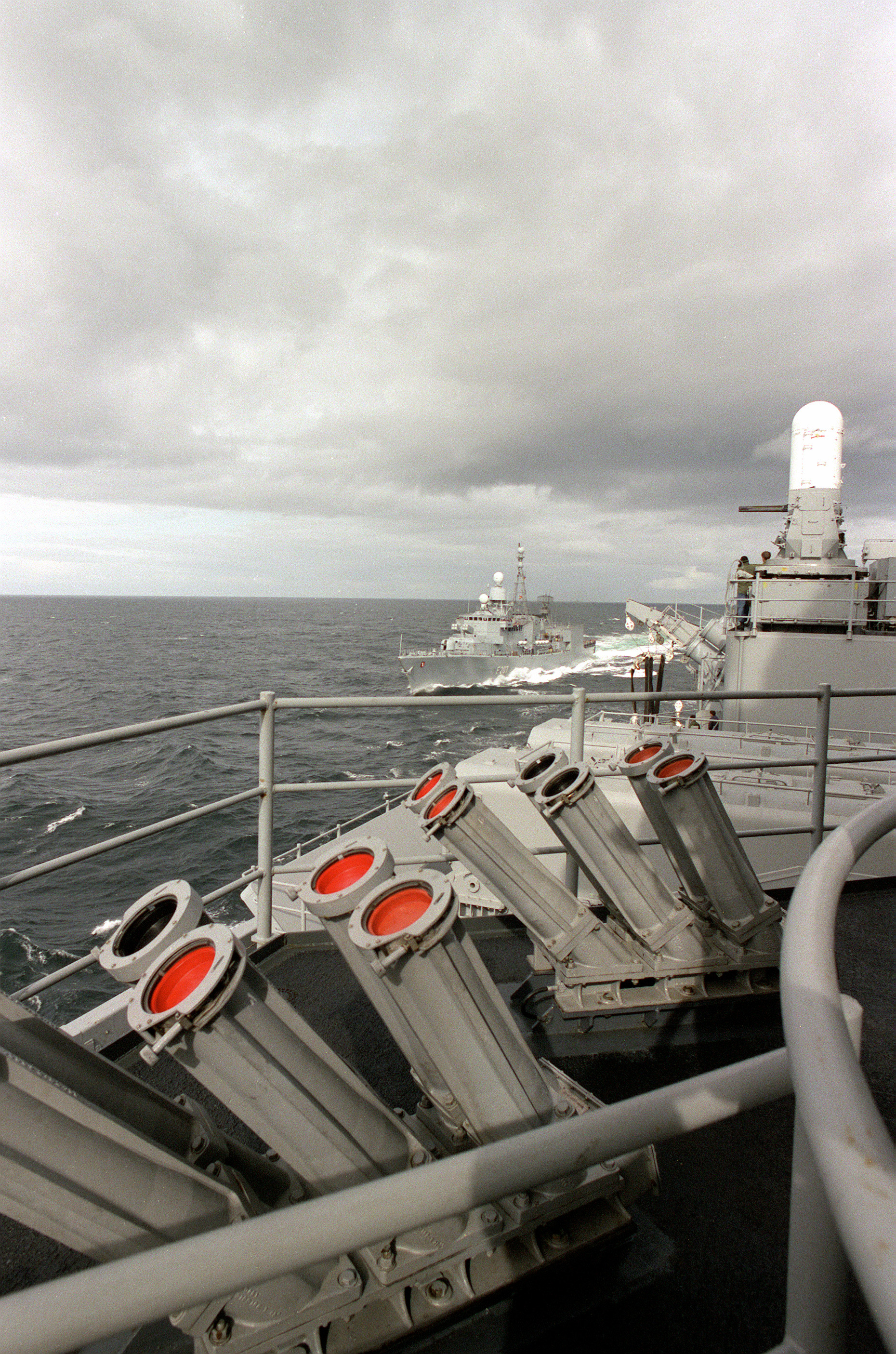
Lanciatori Mk 137 Mod 2 sulla USS Iowa (BB-61).

Il Mark 36 Super Rapid Bloom Offboard Chaff (SRBOC o "Super-RBOC") è un sistema a corto raggio in grado di lanciare chaff e decoy per ingannare il sistema di guida dei missili a guida radar in arrivo contro una nave.
Il sistema, tecnicamente definito DLS (Decoy Launching System) è installato in configurazioni con un minimo di due lanciatori Mk 137, uno per lato nave,  fino ad un massimo di 8.  Ogni lanciatore nella versione più moderna è costituito da 4 mortai da 130 mm orientati con un angolo di 45 gradi e 2 orientati con un angolo di 60 gradi, in grado di proiettare una vasta gamma di ingannatori e contromisure. Il DLS Mark 36, infatti, oltre alle cartucce Mk182 SRBOC di chaff, può anche essere armato con le varie tipologie di cartucce Seagnat e con i flare Mk186 SRBOC Torch e Mk245 GIANT a infrarossi. Molte marine militari stanno ulteriormente aggiornando il sistema per consentire il lancio anche dell'ingannatore radar attivo Nulka.

## Operatori
Il MK 36 SRBOC è in uso in 19 marine in tutto il mondo, tra cui:.
- Arabia Saudita
- Australia
- Belgio
- Brasile
- Canada
- Cile
- Corea del Sud
- Germania
- Giappone
- Grecia
- Italia
- Norvegia
- Paesi Bassi
- Portogallo
- Regno Unito
- Spagna
- Stati Uniti
- Turchia